# سلع نهائية

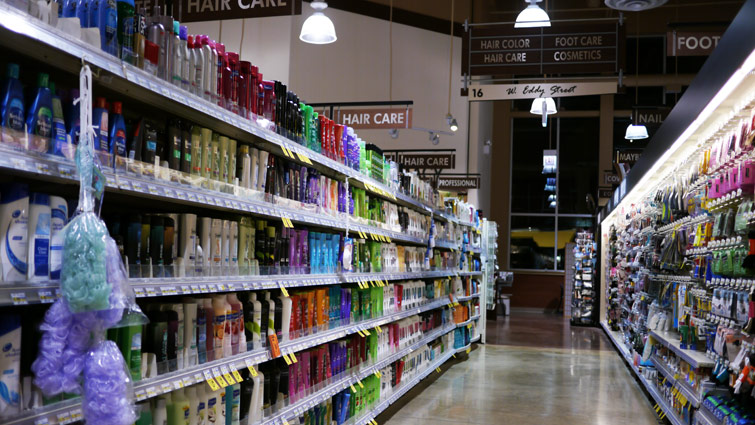

السلع الاستهلاكية أو السلع النهائية هي أي سلعة ينتجها أو يستهلكها المستهلك لتلبية احتياجاته ومتطلباته الحالية. في النهاية تُستهلك السلع الاستهلاكية، بدلًا من أن تستخدم في إنتاج سلع أخرى. على سبيل المثال، يعد فرن الميكروويف أو الدراجة التي تباع للمستهلك سلعة نهائية أو سلعة استهلاكية، إلا أن السلع المباعة والمستخدمة في تركيب هذه السلع هي سلع وسيطة. في مثال آخر، يمكن استخدام النسيج والترانزستورات في صنع بعض السلع الإضافية.
عند استخدام المصطلح «السلع النهائية» في مقاييس الدخل والإنتاج القومي فإنه يشمل السلع الجديدة فقط. على سبيل المثال، يستثني الناتج المحلي الإجمالي السلع المعدَّة في عام سابق لتجنب العد المزدوج للإنتاج الذي يستند على إعادة بيع نفس العنصر. وفي هذا الإطار، يشمل التعريف الاقتصادي للسلع ما يُعرف عادةً باسم الخدمات.
السلع المُصنعة هي السلع التي تُعالج بأي شكل من الأشكال. وعلى هذا الأساس، فهي عكس المواد الخام، إلا أنها تشمل السلع الوسيطة وكذلك النهائية.

## قانونيًا
هناك العديد من التعاريف القانونية. مثلًا، يتضمن قانون سلامة المنتجات الاستهلاكية في الولايات المتحدة تعريفًا شاملًا للمنتج الاستهلاكي يبدأ بما يلي:
منتج استهلاكي: يُقصد بالمصطلح «منتج استهلاكي» أي سلعة، أو جزء مكون منها، يُنتج أو يُوزع (1) بغرض بيعه لمستهلك يستخدمه في منزل سكني دائم أو مؤقت أو محل إقامة وحول ذلك، أو مدرسة، أو حتى للترفيه، أو غير ذلك، أو (2) للاستخدام الشخصي، أو لاستهلاك أو تمتع المستهلك في منزل سكني دائم أو مؤقت أو محل إقامة، أو مدرسة، أو في مجال الترفيه، أو غير ذلك، إلا أن هذا المصطلح لا يشمل (أ) أي سلعة لا تُنتج أو تُوزع عادةً بغرض بيعها، أو استخدامها أو استهلاكها أو التمتع بها، من قبل المستهلك. 
ثم تندرج تحته قائمة من ثمانية استثناءات معينة إضافية ومزيد من التفاصيل.

## الديمومة
تُصنف السلع النهائية وفق الفئات التالية:
1. سلع دائمة أو مُعمرة.
2. سلع استهلاكية (غير مُعمرة).
3. خدمات.

عادةً ما يكون العمر الافتراضي للسلع الاستهلاكية المُعمرة كبير نسبيًا، إذ يميل لأن يكون سنة واحدة على الأقل، وذلك بناءً على فترة الضمان أو الكفالة. يعتمد العمر الافتراضي الأقصى على متانة المنتج أو السلعة. وتشمل الأمثلة المعدات والسيارات والقوارب. على صعيد أخر، فإن السلع الرأسمالية، الملموسة بطبيعتها، كالآلات أو المباني أو أي معدات أو تجهيزات أخرى يمكن استخدامها في تصنيع المنتج النهائي، هي سلع دائمة مع عمر افتراضي محدود يحدده المصنعون قبل عملية البيع. يؤجل المستهلكون الإنفاق على السلع المُعمرة بسبب عمر التشغيل والتكلفة المرتفعة غالبًا؛ ما يجعل السلع المعمرة أكثر مكونات الاستهلاك تقلبًا (أو اعتمادًا على التكلفة).